# La Pommeraye (Calvados)
Pommeraye – miejscowość i gmina we Francji, w regionie Normandia, w departamencie Calvados.
Według danych na rok 1990 gminę zamieszkiwało 49 osób, a gęstość zaludnienia wynosiła 17 osób/km² (wśród 1815 gmin Dolnej Normandii Pommeraye plasuje się na 836. miejscu pod względem liczby ludności, natomiast pod względem powierzchni na miejscu 1047.).